# لیمباخ (باد کرویتسناخ)
لیمباخ (به آلمانی: Limbach) یک شهر در آلمان است که در باد کرویتسناخ واقع شده‌است.